# 麥爾坎X廣場-110街車站
马尔科姆X广场-110街車站（英語：Malcolm X Plaza–110th Street station）（標誌顯示為「110街-马尔科姆X广场車站」）（英語：110th Street-Malcolm X Plaza station）是紐約地鐵IRT萊諾克斯大道線一個地鐵站，位於曼哈頓哈萊姆區南端110街及萊諾克斯大道交界，由2號線與3號線全时段服务。
马尔科姆X广场-110街车站由跨區捷運公司修建，作为纽约市首条地铁线路的一部分，于1900年获批建设。1900年8月30日。车站以南的隧道开工；同年10月2日，车站以北的隧道开工。车站于1904年11月23日以“中央公园北-110街车站（英語：Central Park North–110th Street station）的名称启用。1910年，车站月台进行了加长改造。
该站设有一个岛式月台和两条轨道，并采用瓷砖与马赛克装饰。月台设有通往莱诺克斯大道与110街、111街交叉口的出口。

## 車站結構
| G        | 街道               | 出入口                                                                              |
| P 月台層 | 北行               | 往威克菲爾德-241街（116街） · 往哈萊姆-148街（116街）                               |
| P 月台層 | 島式月台，左側開門 |                                                                                     |
| P 月台層 | 夾層               | 閘機、車站詢問處、出入口                                                            |
| P 月台層 | 島式月台，左側開門 |                                                                                     |
| P 月台層 | 南行               | 往夫拉特布殊大道-布魯克林學院（96街） · 深夜時往新地段大道（時報廣場-42街）（96街） |

马尔科姆X广场–110街车站设有两条轨道及一个岛式月台。2号线与3号线服务该站。车站南接96街站，北接116街站。月台最初长350英尺（110），与96街站以北的其他车站相同。:4:8月台边缘设有固定式屏障，以防乘客跌落轨道。月台南端比北端宽，北端部分为1950年代延长，且轨道在此处弯曲。
该地下车站是莱诺克斯大道线最南端的车站。车站以南，线路向西南转弯，穿过中央公园，随后沿104街下方向西延伸，并在百老汇转向南方，与IRT百老汇-第七大道线汇合，成为该线路的快车轨道。

## 外部連結
- nycsubway.org—IRT White Plains Road Line: 110th Street/Central Park North
- nycsubway.org — Message from Malcolm Artwork by Maren Hassinger (1998) （页面存档备份，存于）
- Station Reporter — 2 Train
- Station Reporter — 3 Train
- The Subway Nut — Central Park North – 110th Street Pictures （页面存档备份，存于）
- MTA's Arts For Transit — Central Park North – 110th Street (IRT Lenox Avenue Line)
- 110th Street (Central Park North) entrance from Google Maps Street View （页面存档备份，存于）
- 111th Street entrance from Google Maps Street View （页面存档备份，存于）